# サムチキウカ塗り
サムチキウカ塗り（サムチキウカぬり、ウクライナ語: Самчиківський розпис、通称：ウクライナ語: Самчиківка）は、ウクライナのフメリニツキー州サムチキ村に由来する伝統的な装飾芸術であり、ウクライナの民芸の一種である。植物、動物、幾何学模様を基調とした鮮やかな色彩と大胆な筆致が特徴で、壁画、陶器、工芸品に施される。かつては家屋の装飾として魔除けの役割を果たし、女性の技術と美的センスの象徴だった。2019年にウクライナの無形文化遺産に登録された。

## 歴史
サムチキウカ塗りは、ウクライナ南東部のヴォルィーニ地方とポディッリャ地方の境界に位置するサムチキ村で発展した。19世紀には、農家の女性が家屋の壁や家具に植物や動物のモチーフを描き、魔除けや美装として機能させた。これらの装飾は、若い女性の結婚適齢期を示す「名刺」としても重要で、求婚者が家を訪れる際にその技術が評価された。
1950年代まで、サムチキ村の家屋には鮮やかな壁画が見られたが、ソビエト時代に伝統が衰退。1960年代、民族学者オレクサンドル・パジムスキーが中心となり、サムチキウカ塗りの復興が始まった。彼は村の古老から技法を記録し、弟子たちに伝えた。1980年代以降、ビクトル・ラコウスキーらが現代的な応用を模索し、陶器や公共施設の装飾に展開した。

## 特徴
サムチキウカ塗りは、大きくて大胆な筆致と鮮やかな色彩（赤、青、黄、緑）が特徴で、ゴブラン織のような質感を持つ。主なモチーフは以下の通り：
- 植物：花（ヒマワリ、バラ）、葉、つる植物。豊穣や生命力を象徴。
- 動物：鳥、馬、鹿。幸福や自由を表現。
- 幾何学模様：星、波、格子。魔除けや調和の意味。

技法は主に壁画として発展したが、陶器、木工品、布地にも応用される。絵具は伝統的に天然素材（例：植物染料）を使用し、現代ではアクリル絵具も一般的である。デザインは対称的で、物語性を持つ「絵巻物」のような構成が特徴。サムチキウカ塗りは、ペトリキウカ塗りと比較して、より大胆で単純化された線と色彩を用いる。

## 文化的意義
サムチキウカ塗りは、ウクライナ農村文化の象徴であり、女性の創造性と地域のアイデンティティを体現する。魔除けとしての役割は、ペトリキウカ塗りやピサンカと共通し、家族の繁栄や調和を願う民間信仰に根ざす。モチーフには象徴性が込められ、例えばヒマワリは太陽と希望、鳥は魂の自由を表す。
2014年のウクライナ危機以降、サムチキウカ塗りはウクライナの文化的復興の一環として注目を集め、地方の伝統を世界に発信する手段となっている。2019年の無形文化遺産登録は、ウクライナの多様な民芸を保護する動きを強化した。

## 現代の展開
2016年、美術イニシアチブ「UAMAZE」がサムチキウカ塗りの復興に着手。伝統を継承する職人が4人（ビクトル・ラコウスキーら）に減っていた危機的状況を受け、以下の活動を展開した：
- ワークショップと教育：キエフでラコウスキー指導のマスタークラスを開催。2020年までに250人以上が参加し、若い職人が育った。
- アートツアー：サムチキ村への観光ツアーを企画し、伝統の普及を図った[8]。
- 公共装飾：サムチキ村で10軒の家屋、フェンス、学校、バス停を装飾。キエフでは劇場スタジオ（ベリカ・ヴァシルキウシカ通り76b）や小児がんセンターを塗りで飾った[9]。
- 製品開発：カレンダー、ポスター、皿などのグッズを制作し、観光客向けに販売。
- 国際展開：2019年、オランダの「ウクライナの日」でビクトリヤ・ラドチナが展示とワークショップを開催[10]。

2018年、UAMAZEはウクライナ文化基金（UKF）の助成を受け、プロジェクト「サムチキウカ塗りの新たなる命」を実施。村の景観を彩り、観光客を増加させた。このプロジェクトは2019年の国連グローバル・コンパクトの「持続可能な開発のためのパートナーシップ」コンテストでファイナリストに選ばれた。
2020年、キエフのダルニツャ地区で86メートルのフェンスを装飾し、「最長のサムチキウカ塗り」としてウクライナ記録に登録された。2021年、ラドチナは英語字幕付きのオンライン講座を開設し、国際的な普及を推進している。

## 無形文化遺産
2019年7月4日、ウクライナ文化省の命令第510号により、サムチキウカ塗りはウクライナの無形文化遺産に登録された。これは、ペトリキウカ塗りやコシウ陶器と並ぶウクライナ民芸の保護を強化する動きの一環である。登録により、ワークショップや観光振興が促進され、若者への継承が加速した。ウクライナ文化省は「サムチキウカ塗りはウクライナ装飾芸術の貴重な財産」と評価している。

## 著名な職人
- ビクトル・ラコウスキー（1961年、サムチキ生まれ）：パジムスキーの弟子。985枚の装飾皿を制作し、現代復興の中心人物[14]。
- ビクトリヤ・ラドチナ：ウクライナ民芸連盟会員。オンライン講座を運営し、オランダでの展示を成功させた。
- ヤナ・ブラスツカ：86メートルのフェンス装飾でウクライナ記録を樹立。
- オルガ・ポルパン、ナタリア・ルツェンコ、セルヒイ・カシャノフ、アンナ・ミハルチュク（オーストラリア在住）、アナスタシア・キレソ、アンゲリナ・パン、オルガ・カバネツ、オルガ・ヴァスケビッチ、ナタリア・ビャス（オーストラリア在住）：ラコウスキーの弟子たち。